# Charles-Marie-Michel de Goyon
Pour les articles homonymes, voir Goyon.
Charles-Marie-Michel de Goyon, né le 14 septembre 1844 au château de l'Abbaye à Chantenay-lès-Nantes et mort le 16 janvier 1930 à Paris, 3e duc de Feltre, est un diplomate et homme politique français.

## Biographie

### Second Empire
Fils aîné du général de Goyon qui avait obtenu, pour son fils, en 1864, le droit de reprendre en sa faveur le titre de duc de Feltre, étudia le droit, se fit recevoir licencié et appartint dans les dernières années du Second Empire à la diplomatie, comme attaché d'ambassade à Madrid (1867), puis en Angleterre (1868).
M. de La Tour d'Auvergne, ambassadeur de France à Londres, ayant été nommé ministre des Affaires étrangères, le jeune duc de Feltre le suivit à Paris comme attaché à la direction politique de ce département.
Engagé volontaire aux guides pendant la guerre de 1870-1871, il assista à plusieurs engagements, fut fait prisonnier à Metz, réussit à s'évader et devint sous-lieutenant dans un régiment de hussards.

### IIIeRépublique

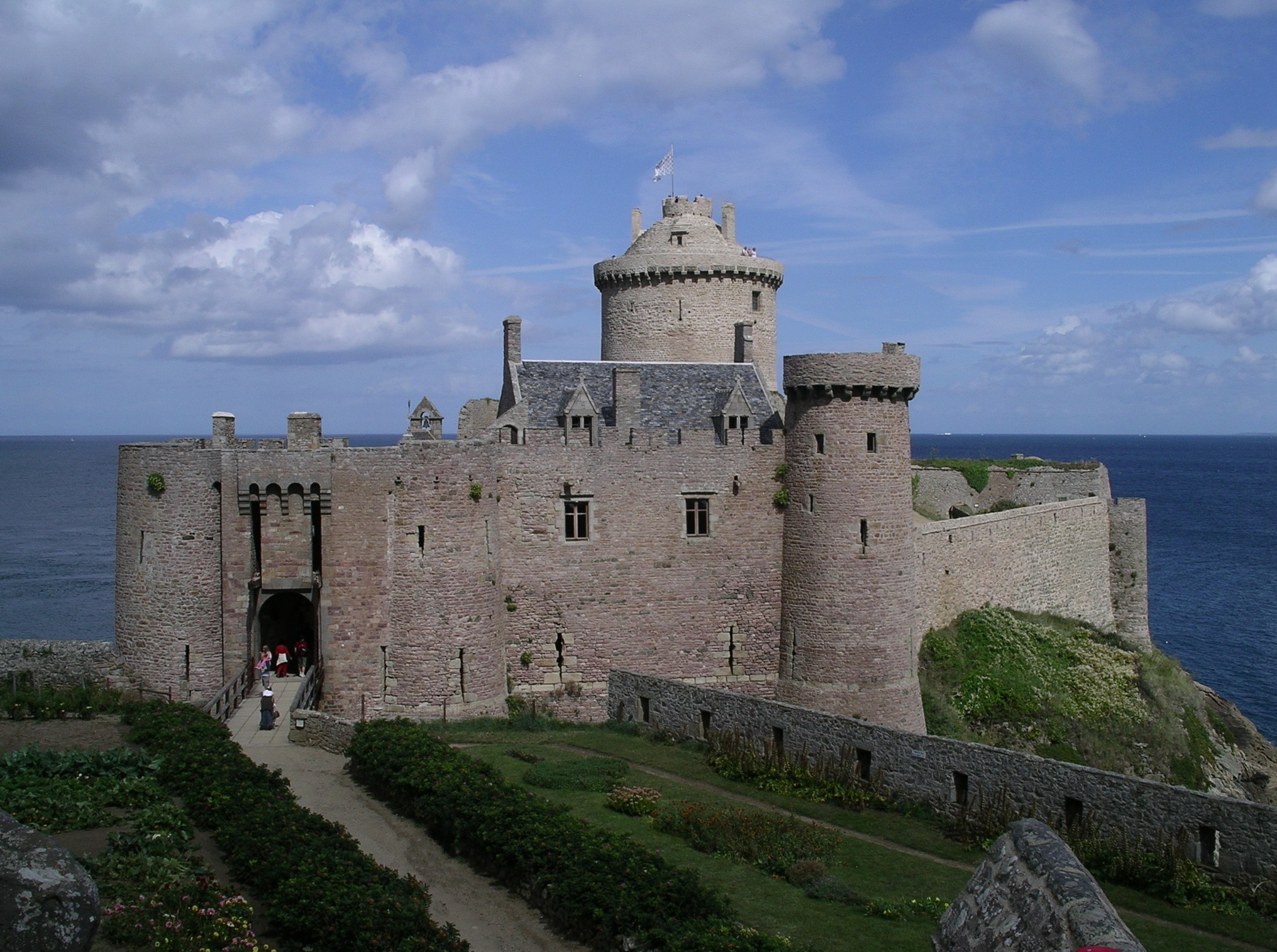
Le duc de Feltre avait acheté, en 1892, le Fort-la-Latte, lequel était alors en piteux état. Il le revend dès 1914 à Monsieur de la Ville Leroux

Après avoir vainement tenté, en 1875, de se faire élire représentant des Côtes-du-Nord, il fut plus heureux, le 20 février 1876, dans la 2e circonscription de Guingamp, dont il devint député, contre M. Paul de Saisy, légitimiste. Il s'était présenté avec une profession de foi « impérialiste ». Son élection ayant été invalidée, il dut se représenter le 21 mai de la même année, et les électeurs le renvoyèrent à la Chambre.
Il siégea à droite, fit partie du groupe de l'Appel au peuple, vota pour le gouvernement « du Seize-Mai », contre « les 363 », et fut réélu, le 14 octobre 1877. Il se prononça :
- contre le cabinet Dufaure,
- contre l'article 7 de la loi sur l'enseignement supérieur,
- contre l'amnistie,
- contre les divers ministères de la législature,
- contre les lois nouvelles sur la presse et le droit de réunion, et obtint encore, le 21 août 1881, le renouvellement de son mandat[7].

Il continua d'opiner avec la minorité conservatrice, vota contre la politique du gouvernement, contre les crédits de l'expédition du Tonkin, etc., et ne fut pas réélu en 1885.
Conseiller général des Côtes-du-Nord, il abandonna la politique sur le plan national, et mourut à Paris à près de 86 ans, le 19 janvier 1930. Il fut inhumé auprès de ses parents au cimetière du Montparnasse, division 1.

## Titres
- 3e duc de Feltre (2 juillet 1864) :
  - Autorisation de transmission du titre de duc de Feltre, par décret impérial du 2 juillet 1864 (héritage de son aïeul, Henry Jacques Guillaume Clarke, 1er duc de Feltre, maréchal de France),
  - Confirmation par lettres patentes du 24 septembre 1864 avec règlement d'armoiries (voir § Armoiries),
  - Dévolution et hérédité du titre de duc de Feltre réglée par lettres patentes du 17 septembre 1865, avec faculté de réunion ou de séparation des titres de duc de Feltre et de comte de Goyon, suivant la même règle de transmission dans l'ordre de primogéniture pour les enfants d'un seul titulaire ;
- 3e vicomte de Goyon (24 mars 1872) :
  - Confirmé dans les titres et majorats de vicomte de Goyon par arrêté ministériel du 24 mars 1872.
- 3e comte de Goyon (en 1918, à la mort de son frère Aimery de Goyon, 2e comte de Goyon).

## Armoiries
Armes du 3e duc de Feltre (décret impérial du 2 juillet 1864, lettres patentes du 24 septembre 1864)Parti : au 1er de gueules à trois épées hautes et rangée d'argent, garnies d'or ; au 2e de gueules au lion d'or ; au chef brochant, des ducs d'Empire, de gueules, semé d'étoiles d'argent.

## Ascendance et postérité
Charles-Marie-Michel de Goyon est le fils aîné de Charles-Marie-Augustin de Goyon (13 septembre 1803 - Nantes † 17 mai 1870 - Paris), 2e vicomte de Goyon (12 octobre 1852), 1er comte de Goyon (17 septembre 1865), général de division, sénateur du Second Empire et de Henriette-Oriane (16 novembre 1813 - Paris † 15 juillet 1887 - Château de Prunoy, département de l'Yonne), fille du général de division et pair de France Raymond de Montesquiou, 2e duc de Fezensac.
Il épousa le 5 juin 1879 Léonie de Cambacérès  (1858-1909), fille de Louis, comte de Cambacérès  (1832-1869), auditeur au Conseil d'État (1855), député de l'Aisne (1857-1863), chevalier de l'Ordre de l'Étoile polaire de Suède.
- De leur union, Charles-Marie-Michel de Goyon et Léonie de Cambacérès  eurent :
  - Auguste de Goyon (17 juillet 1884 - Château de La Roche-Goyon, Noyal[1] † 8 mars 1957 - Paris), 4e duc de Feltre, président de la chambre d'agriculture des Côtes-du-Nord (1924)[1], marié le 21 octobre 1933 à Paris, avec Helen Seton (25 février 1893 - New York    †  23 novembre 1983 - Château de La Roche-Goyon, Noyal), fille d'Alfred Seton III[9] (homme d'affaires new-yorkais de vieille souche écossaise[10]) et de Mary Barbey (sœur d'Hélène de Pourtalès), dont :
    - Michel de Goyon (né le 5 mars 1935 - Paris †  11 mai 2021 - Paris), 5e duc de Feltre, marié trois fois, dont :
      - Henri de Goyon (né le 25 décembre 1965 - Neuilly-sur-Seine † 1977), marquis de Feltre.